# Vékony László
Vékony László (Csantavér, 1953. augusztus 3. - Csantavér, 2012. október 12.) vajdasági magyar orvos, művelődés- és helytörténész, író.

## Tanulmányai
Az általános iskolai (1960-1968) és gimnáziumi (1968-1972) tanulmányait Szabadkán fejezte, az orvosi egyetemet Szegeden végezte (1972-1978) a JATE-n.
Budapesten az Orvos-továbbképző Egyetemen kórbonctan-kórszövettan szakvizsgát tett (1987).

## Munkássága

### Pályája orvosként
Általános orvosként és mentőorvosként Csantavéren, Tavankúton, Bikovón, Szabadkán, Bezdánban, Zentán, Györgyénben, Nagyfényen dolgozott. Kórboncnok az Újvidéki Orvostudományi Egyetemen, valamint a Kamenicai Intézetében.
Faluorvos volt a csantavéri Egészségházban, később magánpraxissal rendelkezett.

### Helytörténészi tevékenysége
Amatőr régész, író, főszerkesztő volt. Részt vett a csantavéri temető kapujában található II. világháborús emlékmű felavatásában. Szülőhelye, Csantavér történelmét tevékenyen kutatta.
Társadalmi tevékenységének részeként a VMSZ szabadkai községi képviselője (1996-2000). Az Amerikai Palaeopatológiai Társaság tagja (1982-haláláig), a Magyar Honismereti Szövetség (2003- haláláig), a Kazinczy Ferenc Társaság (2003- haláláig), a Vajdasági Archeológiai Társaság (1986 – haláláig).

#### Főbb művei
- Marsigli - Egy olasz polihisztor a Kárpát-medencében (1984).
- A Csantavéri Újság, az Új Egészség, az Új Egészség Kiskönyvtára megindítója.
- A Bácsország és Bácsország Könyvek fő- és felelős szerkesztője.

#### Kitüntetései
Elismerésként elnyerte az Aranyérem a honismereti mozgalomban végzett munkájáért (Budapest, 2002).

#### Kulturális tevékenységei
A 2000-es évek során részt vett a Duna Televízió által készített, Matuska Szilveszter életéről szóló Matuska című dokumentumfilm elkészítésében.
Tagja volt a helyi csantavéri vadászközösségnek.
Tevékenyen részt vett a vajdasági Durindó és Gyöngyösbokréta zenés-táncos fesztiválok szervezésében.

#### Egyéb tevékenységei
Az 1990-es évekbeli jugoszláv háborúk során a bezdáni és a péterváradi (újvidéki) katonakórházakban teljesített szolgálatot mint katonaorvos.
Anyanyelve a magyar volt, emellett jól beszélt szerbül és angolul.

## Családja
Szülei a csantavéri származású Vékony János és a felsőhegyi származású Tóth Bagi Jolán voltak. 
Római katolikus vallású volt.
Háromszor házasodott, utóbbi két házasságából három fia született: László (1983), Áron (1986) és Attila (1992).
Régi felmenője, Vékony János kuruc hadnagy részt vett a Délvidék és Nándorfehérvár 1717-es török alól történő felszabadításában, amiről Jókai Mór is írt Vékony János, a kuruc hadnagy című rövid értekezésében.

## Utazásai
Többek között járt Kanadában, Hollandiában; kutatásokat végzett a II. világháborúban a holokauszt során meggyilkolt vajdasági zsidóság tagjait illetően, ebből kifolyólag Izraelben is járt.